# TEAD3
TEAD3 (англ. TEA domain transcription factor 3) – білок, який кодується однойменним геном, розташованим у людей на короткому плечі 6-ї хромосоми. Довжина поліпептидного ланцюга білка становить 435 амінокислот, а молекулярна маса — 48 676.
| 10         |  | 20         |  | 30         |  | 40         |  | 50         |
| ---------- |  | ---------- |  | ---------- |  | ---------- |  | ---------- |
| MASNSWNASS |  | SPGEAREDGP |  | EGLDKGLDND |  | AEGVWSPDIE |  | QSFQEALAIY |
| PPCGRRKIIL |  | SDEGKMYGRN |  | ELIARYIKLR |  | TGKTRTRKQV |  | SSHIQVLARK |
| KVREYQVGIK |  | AMNLDQVSKD |  | KALQSMASMS |  | SAQIVSASVL |  | QNKFSPPSPL |
| PQAVFSTSSR |  | FWSSPPLLGQ |  | QPGPSQDIKP |  | FAQPAYPIQP |  | PLPPTLSSYE |
| PLAPLPSAAA |  | SVPVWQDRTI |  | ASSRLRLLEY |  | SAFMEVQRDP |  | DTYSKHLFVH |
| IGQTNPAFSD |  | PPLEAVDVRQ |  | IYDKFPEKKG |  | GLKELYEKGP |  | PNAFFLVKFW |
| ADLNSTIQEG |  | PGAFYGVSSQ |  | YSSADSMTIS |  | VSTKVCSFGK |  | QVVEKVETEY |
| ARLENGRFVY |  | RIHRSPMCEY |  | MINFIHKLKH |  | LPEKYMMNSV |  | LENFTILQVV |
| TSRDSQETLL |  | VIAFVFEVST |  | SEHGAQHHVY |  | KLVKD      |  |            |

A: Аланін

C: Цистеїн

D: Аспарагінова кислота

E: Глутамінова кислота

F: Фенілаланін

G: Гліцин

H: Гістидин

I: Ізолейцин

K: Лізин

L: Лейцин

M: Метіонін

N: Аспарагін

P: Пролін

Q: Глутамін

R: Аргінін

S: Серин

T: Треонін

V: Валін

W: Триптофан

Кодований геном білок за функціями належить до активаторів, фосфопротеїнів. 
Задіяний у таких біологічних процесах, як транскрипція, регуляція транскрипції, ацетилювання. 
Білок має сайт для зв'язування з ДНК. 
Локалізований у ядрі.